# Emil Jacobs (Bibliothekar)
Emil Friedrich Rudolph Jacobs (* 25. April 1868 in Gotha; † 18. März 1940 in Berlin) war ein deutscher Bibliothekar und Klassischer Philologe.

## Leben
Emil Jacobs war der Sohn eines Justizrates und Enkel des Malers Paul Emil Jacobs (1802–1866) sowie ein Urenkel des Altphilologen und Schriftstellers Friedrich Jacobs (1764–1847).
Nach dem 1887 begonnenen Studium der Klassischen Philologie und Klassischen Archäologie in Greifswald und Göttingen, wo er bei Ulrich von Wilamowitz-Moellendorff promoviert wurde, war er ab 1892 als Hilfsbibliothekar in Gotha tätig. 1894 wechselte er an die Königliche Bibliothek in Berlin, wo er sich als enger Mitarbeiter des Generaldirektors August Wilmanns insbesondere mit Erwerbungsangelegenheiten befasste. 1905 trat er in die Handschriftenabteilung ein, in der er die Erwerbungspolitik des 19. Jahrhunderts erfolgreich fortsetzte. 1912 wurde ihm die Leitung der Universitätsbibliothek Freiburg übertragen, die er zu einer nutzerfreundlichen Bibliothek gestaltete. Dort wurde er auch 1914 zum Honorarprofessor für Bibliothekswissenschaften ernannt, 1920 zum ordentlichen Professor. 1929 kehrte er an die nunmehr Preußische Staatsbibliothek in Berlin zurück, an der er bis zu seiner Pensionierung 1935 als Erster Direktor unter dem Generaldirektor Hugo Andres Krüß arbeitete. An der Berliner Universität war er ab  1929 auch Honorarprofessor für Bibliothekswissenschaften. Seit 1919 war er außerordentliches und seit 1929 auswärtiges Mitglied der Heidelberger Akademie der Wissenschaften.
Seine letzte Ruhestätte befindet sich auf dem Südwestkirchhof Stahnsdorf.

## Schriften (Auswahl)
- Thasiaca [Inschriften von Thasos]. Berlin 1893 (= Dissertation).
- (Hrsg.) Die Lieder des armen Kurti [= Kurt Kamlah], Berlin 1896.
- mit Karl Zangemeister: Theodor Mommsen als Schriftsteller. Ein Verzeichnis seiner Schriften, von Karl Zangemeister. Im Auftrage der Königlichen Bibliothek bearbeitet und fortgesetzt. von Emil Jacobs. Weidmann, Berlin 1905 (neu bearbeitet von Stefan Rebenich, Olms, Hildesheim 2000).
- Die Handschriftensammlung Joseph Goerres. In: Zentralblatt für Bibliothekswesen 23, 1906, S. 189–204.
- Der wissenschaftliche Nachlass Oskar von Gebhardts. In: Zeitschrift für Bibliothekswesen 24, 1907, S. 15–25.
- Francesco Patricio und seine Sammlung griechischer Handschriften in der Bibliothek des Escorial. In: Zentralblatt für Bibliothekswesen 25, 1908, S. 19–47.
- Briefe Friedrichs des Großen an Thierot. Weidmann, Berlin 1912.
- Ludwig Stern †. In: Zentralblatt für Bibliothekswesen. 29, 1912, S. 26–31 (Digitalisat).
- mit Hermann Degering: Neue Erwerbungen der Handschriftenabteilung, I. Lateinische und Deutsche Handschriften erworben 1911 (= Mitteilungen aus der Königlichen Bibliothek Bd. 2). Weidmann, Berlin 1914 (Digitalisat).
- Valentin Rose. Ein Nachruf. In: Zentralblatt für Bibliothekswesen 34, 1917, S. 168–182, Digitalisat.
- Untersuchungen zur Geschichte der Bibliotheken im Serai zu Konstantinopel, Teil I, Winter, Heidelberg 1919.
- Ars scripturarum. In: Georg Leyh (Hrsg.): Aufsätze Fritz Milkau gewidmet. Hiersemann, Leipzig 1921, S. 177–186.
- Die Mehemmed-Medaille des Bertoldo. In: Jahrbuch der Preussischen Kunstsammlungen 42, 1927, S. 1–17.
- Adolf von Harnack †. In: Zentralblatt für Bibliothekswesen 47, 1930.
- Winckelmann und Bianconi. In: Archäologischer Anzeiger 1932, Sp. 564–579.
- Büchergeschenke für Sultan Mehemmed II. In: Festschrift Georg Leyh. Harrassowitz, Leipzig 1937, S. 20–26.
- Mehemmed II., der Eroberer, seine Beziehungen zur Renaissance und seine Büchersammlung. In: Oriens 2, 1949, S. 6–30.